# テンセント
テンセント・ホールディングス（簡: 腾讯控股有限公司、英語: Tencent Holdings Ltd.）は、広東省深圳市に本拠を置く中国の多国籍テクノロジー・コングロマリット。インターネット関連の子会社を通してソーシャル・ネットワーキング・サービス、インスタントメッセンジャー、Webホスティングサービスなどを提供している。活動拠点は中国にあるが、アリババグループなどと同じく、租税回避と当局の監査を経ずに国外の証券取引所へ上場するため、登記上の本社はケイマン諸島にある。また、株式の大半はプロサスやヴァンガード、ブラックロックなどの外国の投資家が保有しており、その実態は多国籍企業に近い。

## 概要
1998年にインターネットからポケベルにメッセージを送るためのソフトウェアの販売を計画して創業。2004年に香港証券取引所に上場する。2008年には香港ハンセン株価指数の構成銘柄になった。
売上高では世界最大級のゲーム会社であり、アプリの収益は2017年に世界一を誇る、アクティビジョン・ブリザードやユービーアイソフトなど他のゲーム会社の大株主でもある。創業者の馬化騰はアジア1位の富豪にもなっており、時価総額ではアジア最大の企業だったこともある。2017年にはアジアの企業で初めて5000億ドルを突破し、フェイスブックを超えてApple・グーグル（親会社のアルファベット）・アマゾン・マイクロソフトといった世界五大企業に入っている。このうちグーグルとはクロスライセンスで提携している。
これまでにも、世界最大のPCゲーム「League of Legends」を運営する米ライアットゲームズ社や、ギネスワールドレコーズから「最も成功したゲームエンジン」と認められたUnreal Engineで知られる米Epic Games社、世界1位のモバイルゲーム「クラッシュ・オブ・クラン」を運営するスーパーセルといったメーカーを買収していくことで、その存在感を強めていった。また、韓国最大のモバイルチャットアプリ「カカオトーク」を提供する韓国企業カカオ、および韓国最大のモバイルゲーム企業であるネットマーブル（CJグループ）の大株主でもある。テンセントも出資するテスラの自動運転車やAmazon Echoのハッキングを実演してセキュリティ面の脆弱性の修正に協力するホワイトハッカーの活動も行っている。
スカイダンス・メディアなどに出資してハリウッドの映画製作にも携わっており、テンセント・ピクチャーズは漫画やゲームの映画化も手掛けて日本のアニメも製作・配信しているビリビリ動画や日本の漫画を翻訳出版している広州天聞角川動漫にも出資し、絵梦を通じて日本のアニメスタジオの買収や日中合作アニメの制作も行っている。VRの他、AIの研究開発にも力を入れており、テンセントの囲碁プログラム「絶芸」はUEC杯や電聖戦など国際大会で優勝している。また、電子決済でもアリババに匹敵するシェアを誇っている。
中国安徽省の蕪湖市で世界初のエレクトロニック・スポーツによるまちづくりを進めており、ゲーム大学や競技場などを建設している。また、ゲーム内のチーターの約99%を中国が占めるとゲームの開発者が問題視し、テンセントがローカライズを行っていた「PUBG」（テンセントはデベロッパーBlueholeで創業者に次ぐ大株主でもある）のチートツールの製作者や販売者は中国当局との協力で2017年時点で120名超も逮捕されている。中国で全国民14億人の格付けのために運用されている社会信用システムをゲーム世界にもテンセントゲームクレジットとして導入しており、模範的なユーザーに特典を与えてチーターやマナーを守らないプレイヤーなどには実名登録されたアカウントにペナルティを与えている。
中国政府は国内ゲーム産業への規制を強化しているが、海外展開に関してはほかならぬ中国政府自身が支援しているため、近年は海外展開に力を入れている。

## 沿革

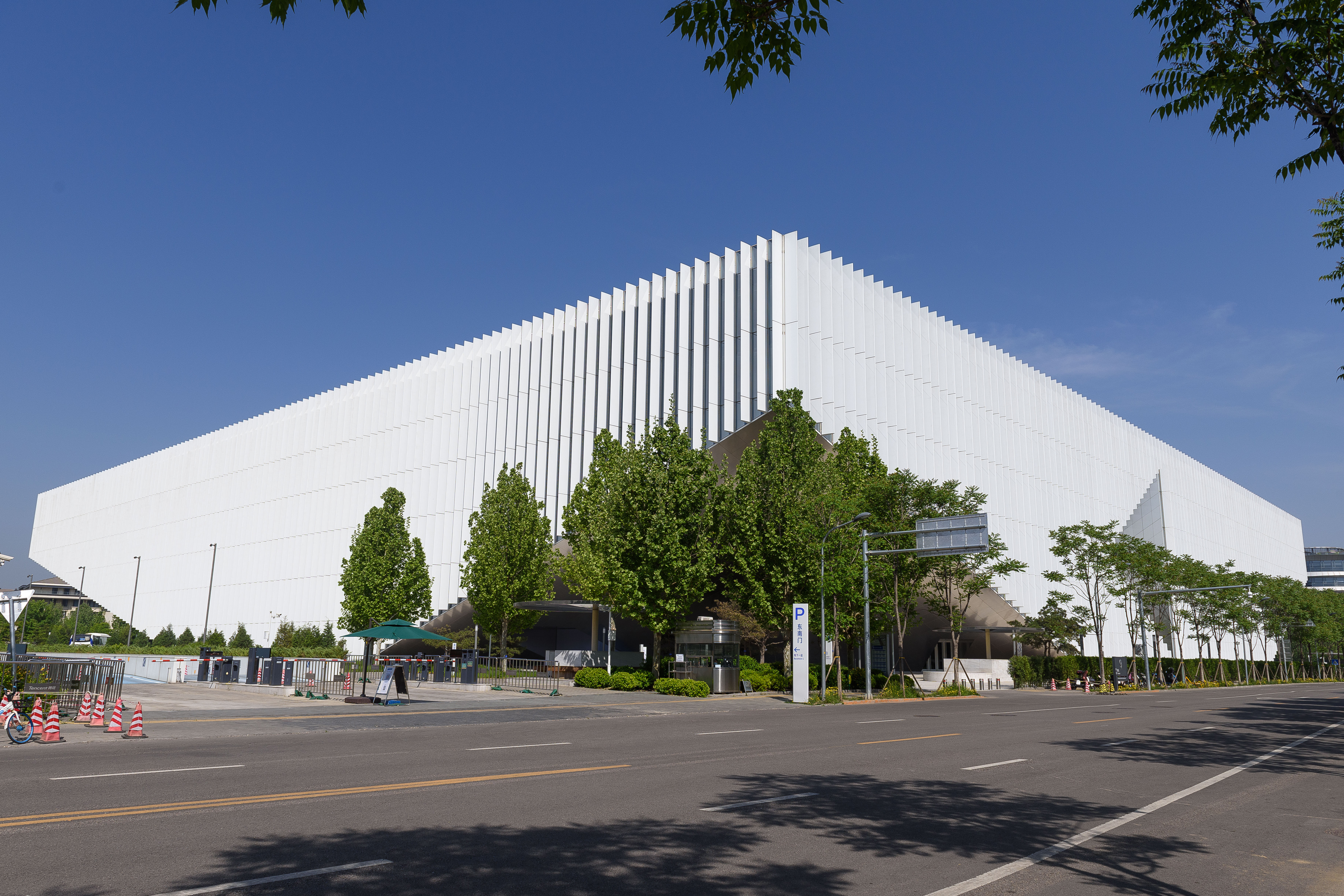
テンセント北京支社

- 1998年11月 - 馬化騰（現：会長、CEO）が深圳市腾讯计算机系统有限公司を設立。
- 1999年 - メッセージングサービス「OICQ（現：テンセントQQ）」を公開
- 2001年 - ナスパーズが株式の46.5％を取得[47]
- 2004年 - 香港証券取引所に上場
- 2005年 - Foxmailを買収
- 2008年 - 香港ハンセン株価指数の構成銘柄に入る
- 2011年 - 日本のGREEと提携[48]。テンセントジャパン（Tencent Japan合同会社）を設立。ライアットゲームズを買収
- 2012年 - 日本のKDDIと提携[49]
- 2012年6月 - 米国Epic Gamesの株式40%を取得。
- 2013年 - 日本のバンダイナムコ、集英社と提携[50][信頼性要検証]
- 2014年 - 日本のガンホー・オンライン・エンターテイメント、ミクシィと提携[51][52]
- 2015年 - 日本のカプコンと提携[53]。テンセント・ピクチャーズと企鵝影視を設立
- 2016年 - Supercellを買収。テンセント・ミュージック・エンターテイメント・グループを設立
- 2017年 - 日本の任天堂、セガゲームス（現：セガ）と提携[54][55]。China Literatureが香港証券取引所に上場
- 2018年 - 日本のソニー・ミュージック、SACRA MUSIC、スクウェア・エニックス、DeNAと提携[56][57][58]。Tencent Music Entertainment Groupがニューヨーク証券取引所に上場
- 2019年 - 米ユニバーサルミュージックの株式10%を取得[59]
- 2020年 - 日本のプラチナゲームズ、マーベラスと資本提携[60][61]。Funcom Oslo AS（本社：ノルウェー）の買収を完了
- 2021年2月 - 「WeChat」が収集した個人情報を無断で共有した疑いで同社幹部が中国当局に拘束される[62]。
- 2021年7月 - 中国当局より音楽配信事業で楽曲の独占的利用を是正し、50万元の罰金を支払うよう命じられる[63]。
- 2021年8月 - 中国国営メディアがテンセントを含むゲーム企業やIT企業を相次いで批判する[64][65]。10日には中国政府が「WeChat」を「未成年者保護の法律に違反」として提訴[66]。
- 2022年1月 - Sumo Group（本社：イギリス）の買収を完了[67]
- 2022年6月 - Miniclip SAがSYBO Games（本社：デンマーク）の買収を完了[68]。
- 2022年9月 - ユービーアイソフト（本社：フランス）の株式を買い増し、筆頭株主になった[68]。
- 2023年7月 - 日本のビジュアルアーツの株式を取得し子会社化[69][70]。

## サービス項目
- WeChat
- テンセントQQ（腾讯QQ＝インスタントメッセンジャー）
- QQ空間（QQ空间＝ソーシャル・ネットワーキング・サービス・サイト）
- テンセントゲームズ：オンラインゲームコミュニティ
- テンセントビデオ（腾讯视频）：動画配信プラットフォーム
- 微视：ショートビデオプラットフォーム
- 应用宝：Androidアプリストア
- 腾讯新闻：ニュースサイト
- 腾讯体育：スポーツメディアプラットフォーム
- 腾讯动漫：アニメーション＆コミックのプラットフォーム
- QQ阅读：電子書籍サービス
- 起点中文网：小説投稿サイト
- QQ音楽：音楽配信サービス
- KuGou：音楽配信サービス
- Kuwo：音楽配信サービス
- WeSing（全民K歌）：カラオケサービス
- 酷狗直播：ライブストリーミングプラットフォーム
- 聚星直播：ライブストリーミングプラットフォーム
- 企鵝体育：プロスポーツを中心としたライブストリーミングプラットフォーム
- 虎牙直播：ライブストリーミングプラットフォーム
- QQ浏览器：Webブラウザー
- 腾讯地图：地図サービス
- QQ邮箱：メールサービス
- 搜狗搜索（Sogou）：検索エンジン
- 腾讯云（Tencent Cloud）：クラウドサービス
- 腾讯会议（VooV Meeting）：ビデオ会議サービス[71]
- Tencent Hunyuan 3D：3Dモデル生成AI

## グループ企業
- 騰訊計算機（”深圳市腾讯计算机系统有限公司””Tencent Computer”）【馬化騰54.29% 張志東22.85% 許晨曄11.43% 陳一丹11.43%】[72][73]：中国における付加価値サービスおよびインターネット広告サービスの提供
  - 北京英克必成科技有限公司（Beijing BIZCOM Technology Company Limited）
  - 財付通支付科技有限公司（Tenpay Payment Technology Co.,Ltd）：決済代行サービス「WeChat Pay」の提供
- Oriental Power Holdings Limited（”中霸集團有限公司”）：中国におけるソフトウェア開発と情報技術サービスの提供
  - 騰訊科技（”腾讯科技（深圳）有限公司””Tencent Technology”）
    - 深圳市騰訊文化傳媒有限公司（”Shenzhen Tencent Culture Media Company Limited”）

  - 騰訊科技（上海）有限公司（”Tencent Technology (Shanghai) Company Limited”）
  - 騰訊科技（成都）有限公司（”Tencent Technology (Chengdu) Company Limited”）
  - 騰訊科技（武漢）有限公司（”Tencent Technology (Wuhan) Company Limited”）
- 深圳市世紀凱旋科技有限公司（Shenzhen Shiji Kaixuan Technology Company Limited）【馬化騰54.29% 張志東22.85% 許晨曄11.43% 陳一丹11.43%】：中国におけるインターネット広告サービスの提供
  - 南京網典科技有限公司（Nanjing Wang Dian Technology Company Limited）
  - 北京市掌中星天下信息技術有限公司（Beijing Starsinhand Technology Company Limited）
- KINGPOWER CHINA LIMITED（”天宏中国有限公司”）
  - 騰訊數碼（天津）有限公司（”Tencent Cyber (Tianjin) Company Limited”）
- Tencent Asset Management Limited：香港での資産管理
- Morespark Limited（”添曜有限公司”）
  - 騰訊科技（北京）有限公司（”Tencent Technology (Beijing) Company Limited”）
    - 北京騰訊文化傳媒有限公司（Beijing Tencent Culture Media Company Limited）

  - Bitauto Holdings Limited[74]
- TENCENT E-COMMERCE (HONG KONG) LIMITED（”騰訊電商(香港)有限公司”）
  - 騰訊數碼（深圳）有限公司（”Tencent Cyber (Shenzhen) Company Limited”）
- Riot Games, Inc.
- China Literature Limited（閱文集團）【57.43%】
  - China Reading (Hong Kong) Limited（”中國閱讀（香港）有限公司”）
    - 上海閱潮網絡科技有限公司
      - 上海閱文信息技術有限公司（”上海阅文信息技术有限公司”）【VIE】：電子書籍サービス「QQ阅读」、クリエイティブツール「作家助手」の事業の運営
        - 上海玄霆娛樂信息科技有限公司（”上海玄霆娱乐信息科技有限公司”）：小説サイト「起点中文网」、女性向け小説サイト「起点女生网」、小説サイト「创世中文网」、著作権情報サイト「阅文悦读」の運営
        - 北京紅袖添香科技發展有限公司（”北京红袖添香科技发展有限公司”）：女性向け小説サイト「紅袖添香」、ロマンス小説サイト「言情小说吧」の運営
        - 海南閱文信息技術有限公司
        - 北京网文欣阅科技有限公司：小説サービス「小说阅读网」の運営

    - 閱霆信息技術（天津）有限公司（”阅霆信息技术（天津）有限公司”）

  - Cloudary Corporation
    - 閱文文學有限公司（Cloudary Holdings Limited）：オンライン小説サービス「Webnovel」の運営
      - 閱霆信息技術（上海）有限公司（”阅霆信息技术（上海）有限公司”）
        - 上海宏文網絡科技有限公司【VIE】：オンライン小説サイト「榕树下」の運営
          - 天津華文天下圖書有限公司（”天津华文天下图书有限公司”）
          - 上海閱文影視文化傳播有限公司（”上海阅文影视文化传播有限公司”）
            - 天津閱文影視文化傳播有限公司

          - 北京天方金码科技发展有限公司：オーディオブックサイト「天方听书网」の運営

      - 盛雲信息技術（天津）有限公司

  - New Classics Media Holdings Limited（”新麗傳媒控股有限公司”）
    - 新麗（天津）傳媒科技有限公司（”Xinli (Tianjin) Media Technology Co., Ltd.”）
    - 新麗傳媒集團有限公司（"新丽传媒集团有限公司"”New Classics Media Corporation”）【VIE】：テレビ・インターネットドラマ、映画・インターネット映画の制作会社
      - 新麗電視文化投資有限公司
      - 新麗電影（浙江）有限公司
- テンセント・ミュージック・エンターテイメント・グループ（”腾讯音乐娱乐集团””Tencent Music Entertainment Group”）【52.65%】[75]：音楽配信サービス「QQ音乐」、「酷狗音乐」、「酷我音乐」、「和全民K歌（WeSing）」の事業
  - Tencent Music Entertainment Hong Kong Limited
    - 騰訊音樂（北京）有限公司（”Tencent Music (Beijing) Co., Ltd.”）
      - 廣州酷狗計算機科技有限公司（”广州酷狗计算机科技有限公司””Guangzhou Kugou Computer Technology Co., Ltd.”）【VIE】：音楽配信サービス「酷狗音乐」、ライブストリーミングプラットフォーム「酷狗直播」の運営
        - 騰訊音樂娛樂（深圳）有限公司（”Tencent Music Entertainment (Shenzhen) Co., Ltd.”）

      - 北京徵箏音樂文化有限公司（”Beijing Zhizheng Music Culture Co., Ltd.”）【VIE】
        - 廣西青瑟創業投資有限公司（” Guangxi Qingse Venture Capital Co., Ltd.”）【VIE】
          - 深圳市懶人在線科技有限公司("深圳市懒人在线科技有限公司""Shenzhen Lanren Online Technology Co., Ltd ")：オーディオブックプラットフォームの運営

        - 深圳前海黛箏音樂文化有限公司（” Shenzhen Qianhai Daizheng Music Culture Co., Ltd.,”）【VIE】
          - 深圳市愛聽卓樂文化科技有限公司（”Shenzhen Ultimate Music Culture and Technology Co., Ltd.”）【VIE】

        - 廣西褐弦投資管理有限公司（Guangxi Hexian Investment Management Co., Ltd.）【VIE】

    - 億覽在線網絡技術（北京）有限公司 （”Yeelion Online Network Technology (Beijing) Co., Ltd.”）
      - 北京酷我科技有限公司（”Beijing Kuwo Technology Co., Ltd.”）【VIE】：音楽配信サービス「酷我音乐」、ライブストリーミングプラットフォーム「聚星直播」の運営

    - 騰訊音樂娛樂科技（深圳）有限公司（”Tencent Music Entertainment Technology (Shenzhen) Co., Ltd.”）
    - 廣州世音聯軟件科技有限公司（”Guangzhou Shiyinlian Software Technology Co., Ltd.”）
- Supercell【79.95%】
- 騰訊企業管理（""深圳市腾讯企业管理有限公司"Tencent Enterprise Management"）【最終的所有者は馬化騰と許晨曄】
  - 騰訊雲計算（北京）有限責任公司（”Tencent Cloud Computing (Beijing) Company Limited”）
  - 深圳市騰訊天遊科技有限公司（”深圳市腾讯天游科技有限公司”"Shenzhen Tencent Tianyou Technology Company Limited"）：テンセントグループのゲーム事業の運営
  - テンセント・ペンギン・ピクチャーズ（"上海腾讯企鹅影视文化传播有限公司""上海騰訊企鵝影視文化傳播有限公司"）
  - 腾讯影视（深圳）有限公司
    - テンセント・ピクチャーズ（腾讯影业文化传播有限公司）上海騰訊影業文化傳播有限公司
    - 深圳市騰訊動漫有限公司：「騰訊動漫」の事業
- Linen Investment Limited
  - HUYA Inc.【67.3%[76]】
    - Huya Limited
      - Guangzhou Huya Technology Co., Ltd. ：广州虎牙信息科技とVIE契約
        - Hainan Huya Entertainment Information Technology Co., Ltd

    - Tiger Information Technology Inc.
      - HUYA PTE. LTD. - ライブストリーミングプラットフォーム「NIMO TV」の運営
- 北京搜狗信息服务有限公司（”Beijing Sogou Information Service Co., Ltd.”）：検索エンジン「Sogou（捜狗）」の運営
- Image Future Investment (HK) Limited.：動画配信サービス「WeTV」「WeTV iflix」の運営[77]
- Miniclip SA：スイスのモバイルゲーム会社
  - SYBO Games：デンマークのモバイルゲーム会社
- Grinding Gear Games：ニュージーランドのゲーム会社
- Sharkmob AB[78]：スウェーデンのゲーム会社
- Funcom Oslo AS：ノルウェーのゲーム会社
- 10 Chambers Collective：スウェーデンのゲーム会社
- Fatshark：スウェーデンのゲーム会社
- Klei Entertainment：カナダのゲーム開発会社
- Wake Up Interactive Limited[79]
  - ソレイユ株式会社
- Turtle Rock Studios：アメリカのゲーム開発会社
- Fulqrum Publishing[80]：チェコ（元ロシア→元ポーランド）のゲーム会社
- Inflexion Games[81]：カナダのゲーム開発会社
- Tequila Works[82]：スペインのゲーム開発会社
- Yager Development GmbH：ドイツのゲーム開発会社
- Techland S.A. ：ポーランドのゲーム開発会社
- 株式会社ビジュアルアーツ[70][69]
- Tencent Limited：「Sea」などの株式を保有
- Tencent Cloud Europe B.V.：欧州での「Tencent Cloud」の提供
  - Aceville Pte. Ltd.
    - TCH Delta Limited：「Nu Holdings Ltd.」の株式を保有
- Tencent Cloud LLC：アメリカでの「Tencent Cloud」の提供
- Tencent Mobility Limited：「JOOX Music」「VooV Meeting」の運営、「Bilibili」「快手」「Ubisoft Entertainment」などの株式を保有
  - Tencent Mobility (Luxembourg) S.à r.l.：「Lilium N.V.」などの株式を保有
- Image Frame Investment (HK) Limited：「マーベラス」「KRAFTON」「Waterdrop Inc.（水滴公司）」「NIO Inc.」「Spotify Technology」などの株式を保有
  - Leyou Technologies Holdings Limited（樂遊科技控股有限公司）[83]
    - Athlon Games Inc.：アメリカのゲーム会社
    - DIGITAL EXTREMES Ltd.：カナダのゲーム開発会社
    - Splash Damage Ltd.：イギリスのゲーム開発会社
- HUANG RIVER INVESTMENT LIMITED：「京東商城」「Farfetch Limited」「ネットマーブル」「ワーナー・ミュージック・グループ」「NIO Inc.」などの株式を保有
- Sixjoy Hong Kong Limited.：モバイルゲームの運営、「KADOKAWA」「フロム・ソフトウェア」などの株式を保有
  - Sumo Group：イギリスのゲーム開発会社
    - Sumo Digital Ltd.
    - Secret Mode Ltd.
- Qiantang River Investment Limited：「富途控股」などの株式を保有
- TCH Ivory Limited：「Zenvia Inc.」などの株式を保有
- Mount McKinley Investment Limited：「Qutoutiao」の株式を保有
- Qinghai Lake Investment Limited：「閱文集團」の株式を保有
- THL A13 Limited：「閱文集團」の株式を保有
- Nectarine Investment Limited：「DouYu International Holdings Limited」の株式を保有
- 林芝腾讯科技有限公司（”Linzhi Tencent Technology Co., Ltd.”）：「広州天聞角川動漫」「新麗傳媒集團」「掌趣科技」などの株式を保有
  - 广州虎牙信息科技有限公司（”Guangzhou Huya Information Technology Co., Ltd.”）：ライブストリーミングプラットフォーム「虎牙直播」の運営
- 林芝利创信息技术有限公司（”Linzhi Lichuang Information Technology Co., Ltd”）：「廣州酷狗計算機科技」「北京酷我科技」「武漢闘魚網絡科技」などの株式を保有
  - 北京稻来传媒科技有限公司：ドキュメンタリーの制作
  - 北京心域科技有限责任公司
- Min River Investment Limited：「TME」の株式を保有
- Tencent (Thailand) Company Limited：タイ法人
- Tencent Japan合同会社[84]：日本法人
- TLive LLC：ライブストリーミングプラットフォーム「Trovo」の運営[85][86]

## 主な投資先
- Epic Games【40％】
- Sea Limited【20.3%[87]】
- Pinduoduo Inc.（拼多多）【15.6%[88]】
- CHEETAH MOBILE INC.【クラスA普通株式総数の31.9%[89]】
- Cheche Group Inc.【クラスA普通株式総数の19.6 %[90]】
- Cango Inc.【クラスA普通株式総数の12.7%[91]】
- KE Holdings Inc.【クラスA普通株式総数の9.6%[92]】
- 快手科技【12.32%[93]】
- Bilibili Inc.【10.7%[94]】
- Ubisoft Entertainment SA【9.99%】
- Tuya Inc.【14.0%[95]】
- TH International Limited【13.5%[96]】
- Lilium N.V.【A種類普通株式の24.5%[97]】
- マーベラス【20.00％】
- Vipshop Holdings Ltd（唯品会）【クラスA普通株式総数の14.8%[98]】
- KRAFTON, Inc.【14.62％[99]】：傘下に「ADKホールディングス」を保有
- Missfresh Limited【9.0%[100]】
- NIO Inc.（上海蔚来汽車）【8.0%[101]】
- Spotify Technology S.A.【8.6%[102]】
- KANZHUN LIMITED【発行済A普通株式総数の10.0％[103]】
- ネットマーブル【17.52％[104]】
- JD.com, Inc.【2.3%[105]】
- Farfetch Limited【3.6%[106]】
- Warner Music Group Corp.【4.93%[107]】
- Futu Holdings Limited（富途控股）【28.3%[108]】
- Zenvia Inc.【発行済A普通株式総数の19.1％および発行済普通株式総数の8.3％[109]】
- DiDi Global Inc.（滴滴出行）【7.2%[110]】
- Qutoutiao Inc.【7.8%[111]】
- DouYu International Holdings Limited【37.7％[112]】
  - 武漢闘魚網絡科技有限公司【18.98%[112]】
- Universal Music Group【Concerto Partners LLCを通じて20％[113]】
- Waterdrop Inc.【26.4%[114]】
- Royalcrow Co., Ltd【14.4%】
- Nu Holdings Ltd.【クラスA普通株式総数の4.0%[115]】
- YXT.COM GROUP HOLDING LIMITED【クラスA普通株式総数の18.3%[116]】
- Zhihu Inc.【クラスA普通株式総数の14.6%[117]】
- KADOKAWA【7.97%[118]】
  - フロム・ソフトウェア【16.25%】
  - 広州天聞角川動漫【41%】
- Snap Inc.【発行済A普通株式総数の17.0％および発行済B普通株式総数の45.4％[119]】
- Kakao Corp.【MAXIMO PTE. LTD.を通じて5.95%[120]】
- 北京掌趣科技股份有限公司【3.97%】
- KURO GAMES【14.33%】
- Global Blue Group Holding AG【9.1%[121]】
- Reddit, Inc.【クラスA普通株式総数の9.98 %[122]】